# リコルディ
リコルディ（Casa Editrice Ricordi）は、イタリア・ミラノに本拠をおく楽譜出版会社。19世紀から20世紀初頭のイタリア・オペラ隆盛期にあって、ベッリーニ、ドニゼッティ、ヴェルディそしてプッチーニの楽譜出版をほぼ独占、時には彼らの新作オペラ作曲プロセスにも深く関与するなどしたことで有名である。

## 歴史

### ジョヴァンニの時代

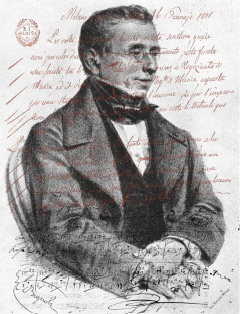
ジョヴァンニ・リコルディ

リコルディ社の創業者ジョヴァンニ・リコルディ（Giovanni Ricordi、1785年 - 1853年）は、もともとヴァイオリン奏者で、ミラノの小オペラ劇場のコンサート・マスターであったが、1804年に写譜業に転業する。1807年にライプツィヒの同業者の下で石版印刷法を習得、1808年にミラノに帰り、今日のリコルディ社を創業した。1814年にはスカラ座で上演される新作オペラ譜の独占的写譜権を取得、また同社の写譜した新作に関しては他劇場に独占的貸与権を得た。1825年にはスカラ座の既存全楽譜を安価で買収、また1830年には更に進んでスカラ座での新作オペラ・バレエ全ての楽譜・台本の出版権は自動的にリコルディ社に帰属することとなった。外国（主にパリ）初演のオペラも、スカラ座でイタリア初演がなされる限りこの条項が適用された。
こうしてリコルディ社は、作曲者や台本作家の意思にかかわりなく、多くの人気オペラの出版権を蓄積できることになった。国際的な著作権保護の概念の発達した現代から見れば横暴極まりない行為とも言えようが、19世紀前半のイタリアでは作曲家は楽譜出版や、上演による興行収入で生活していたわけではなく、劇場あるいは劇場支配人に対して自筆楽譜を売却することで金銭を受領していたのであり、劇場から楽譜を買い取ったリコルディ社は、その慣例に従っていたに過ぎない。
また、当時のイタリアは統一以前であり、リコルディ社の独占権はミラノあるいはヴェネツィアの含まれるオーストリア帝国治下に限られていたため、例えばナポリのサン・カルロ劇場初演作には同社の支配は及ばなかった。さらに、当時最大のオペラ作曲家ロッシーニはパリに制作の本拠を移して久しかったため、リコルディ社はイタリア人新人作曲家との結びつきを強めて、スカラ座に対する新作供給を強化する戦略に出た。
ジョヴァンニはまず、ベッリーニおよびドニゼッティの可能性を見出し、彼らのオペラのほぼ全曲の出版を行う。ドニゼッティの最後期の作品『ドン・パスクワーレ』では、リコルディ社では作曲以前に出版権を作曲者から購入し、パリ、ナポリ、ウィーン、ロンドンの同業者に各地での出版権を転売するなど、オペラ・ビジネスは過熱を極めていた。
そして、リコルディ社の見出した最大のヒット作曲家こそヴェルディであった。彼の第一作『サン・ボニファーチョの伯爵オベルト』はスカラ座で初演されたから、当然にリコルディ社に出版権が帰属する。しかし、『ナブッコ』の成功で自らの経済的価値に目覚めたヴェルディはその後、劇場側に対する度重なる上演権料増額、前払い要求を行い、実現させていった。また、リコルディ社に対する交渉力強化を狙って、ライバルであるルッカ社とも関係を結ぶ。ヴェルディとルッカ社との契約は成功作に恵まれなかったこともあって1848年には解消、リコルディ社との単独契約に戻るが、そのプロセスで力と自信をつけたヴェルディは要求を更に拡大、出版社側が自由に楽譜を印刷・再版する権利は完全に否定され、今日あるような作曲者と楽譜出版社との関係が構築された。

### ティート1世の時代

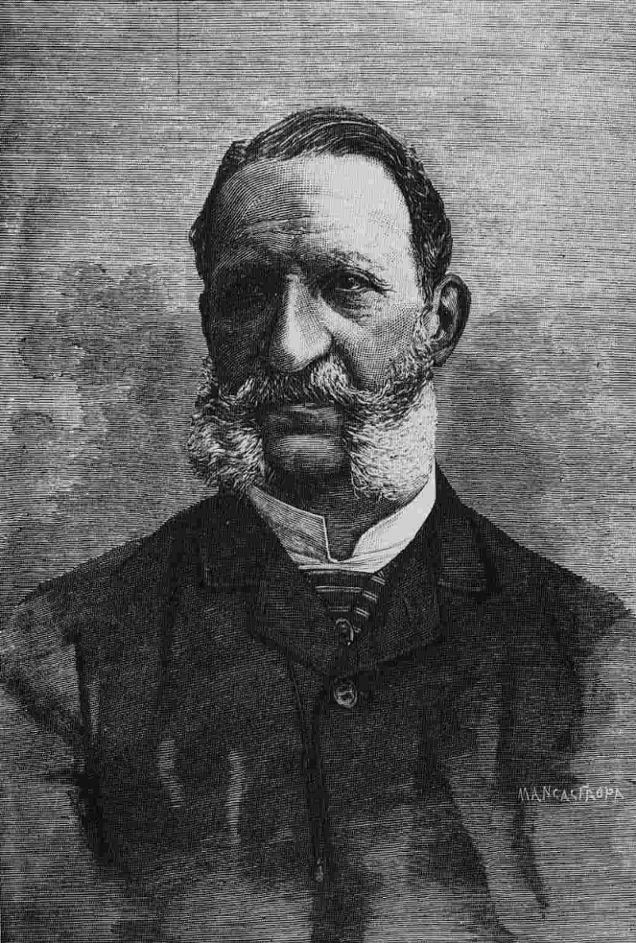
ティート・リコルディ

創業者ジョヴァンニは『椿姫』初演直後の1853年に死去、事業は息子のティート・リコルディ（1世）（Tito I Ricordi、1811年 - 1888年）に引き継がれた。彼は音楽評論雑誌ガゼッタ・ムジカーレ・ディ・ミラノを主宰するなどその見識はビジネスとしての音楽に留まらなかったが、一方で誕生したばかりのイタリア統一国家をビジネス・チャンスと考え、1864年にナポリ、1865年にフィレンツェ、1871年にローマ、1888年にパレルモに支店を拡大、またロンドンとパリにも事務所を置いて国際的な出版社としての体制を整えた。また、経営不振に陥っていたルッカ社を吸収合併、同社の保有していたワーグナー作品のイタリアにおける出版権を得たことも、収益に大きく貢献した。もちろん、リコルディ社最大の資産はこの頃もヴェルディであった。

### ジュリオの時代
ジョヴァンニの孫、ティートの息子ジュリオ・リコルディ（Giulio Ricordi、1840年 - 1912年）は、リコルディ社中興の祖と称される人物。父ティートから、単なる出版業者の後継者としてでなく作曲を含む文化人としての高い教育を受けたジュリオは、単なる受身での音楽出版でなく、積極的に作曲家と台本作家を引き合わせ、アイディアを交換し、より芸術性も興行性も高いオペラ作品を生み出そうと務めた。処女作オペラ『メフィストーフェレ』の大失敗で意気消沈していたボーイトの文才を愛し、カタラーニやポンキエッリに台本を提供するよう誘導したのはジュリオであり、『アイーダ』以降事実上休筆状態だったヴェルディをそのボーイトとの共同作業に駆り立て、大傑作『オテロ』および『ファルスタッフ』に結実させたのも、またジュリオの功績によるところが大きい。
1883年、リコルディ社の新興ライバル、ミラノのソンゾーニョ社が一幕物のオペラ・コンクールを開始する。1889年の第2回コンクールで優勝作品となったマスカーニの『カヴァレリア・ルスティカーナ』は多くの若手作曲家を触発し、レオンカヴァッロ『道化師』など多くの類似作品を生む。ヴェリズモ・オペラ時代の到来である。マスカーニとレオンカヴァッロ以外にも、ソンゾーニョ社はジョルダーノおよびチレアを擁し、ヴェリズモ・ブームの一大牙城を築く。もはや新たな作品を産み出し得ないヴェルディに替わって、新たなオペラ作曲家をリコルディ社も必要としていた。
そのとき新たに見出されたのがプッチーニである。1883年の第1回ソンゾーニョ・コンクールに『妖精ヴィッリ』で落選していたプッチーニは、ジュリオにその才を認められる。1889年の『エドガール』も失敗作だったが、ジュリオのプッチーニに賭ける信念は揺らがず、『マノン・レスコー』（1893年）以降の成功によって、リコルディ社はソンゾーニョ社に対抗しうる資産を確保したのだった。ジュリオがプッチーニ引き立てのために弄した手段は尋常以上のものであった。例えば『トスカ』のオペラ化権は凡庸な作曲家アルベルト・フランケッティの手にあったが、ジュリオは台本作家ルイージ・イッリカと共謀して、『トスカ』がいかにオペラに「不向きな」題材であるか、をフランケッティに説いて、権利買戻しに成功、プッチーニの傑作を誕生させている。当のプッチーニもジュリオとリコルディ社に絶大な信頼を寄せており、オペレッタへの進出を狙った『つばめ』以外の全作品がリコルディ社からの出版である。

### ティート2世、そして家族経営からの脱却
リコルディ家の最後を飾る人物はティート・リコルディ（2世）（Tito II Ricordi、1865年 - 1933年）である。彼もまた父ジュリオと同様、音楽に対する深い教養を身に付けた文化人的経営者だった。むしろティート2世は経営者である以前にまずオペラの舞台装置や演出に興味をもち、実際かなりの評価を得るに至った。プッチーニ作曲『トスカ』、『蝶々夫人』および『西部の娘』初演の演出はすべて彼ティート2世の担当である。ただ、会社経営者としては余りに芸術家肌のティート2世はプッチーニの作風に対しても「俗物的である」といった批判をもっており、ジュリオの死（1912年）以降、プッチーニとリコルディ社の関係は冷却状態となった。最終的には、出版業の経営に興味を見出せなかったティート2世が1919年に社業の一切から手を引くことでリコルディ社とプッチーニとの関係修復は図られたが、プッチーニはその後『トゥーランドット』一作を完成させたのみだった。

### 現在
リコルディ社は1994年にドイツ・ベルテルスマンの所有する音楽産業グループ企業BMGの傘下企業となったが、2007年以降はユニバーサル ミュージック グループの傘下に変わっている。
リコルディ社の出版楽譜は、作曲者自筆の楽譜との相違点がしばしば指摘される。これは、同社の出版譜が長年の慣習的改変などを無批判に包含してしまっていることに起因する。ロッシーニ、ドニゼッティ、ヴェルディ、ドメニコ・スカルラッティなど多くの作曲家に関して、より厳密な資料批判を経た批判校訂版（Edizione Critica）の作成プロジェクトが進行中である。CD時代になってからは音盤リリースを大量に行った。
現代音楽作曲家に極めて積極的な態度を1970年代に展開したが、部数売れ残りや著作権問題を解消できず1994年に路線が頓挫。1990年代の現代作曲家の初版は黒インクを用いる資金もなくなり、ブルーブラックで刷っていたという信じがたいほどの経営難に落ち込んだ。また紙の質も純白紙を全く使えず、出力画質も悪かった。コンピュータ出力の楽譜を売りにしたらクレッシェンド記号とデクレッシェンド記号がギザギザの線で出力され、逆に演奏家の怒りを買った。結局作曲家の支援ができないという理由で、大量の現代音楽作曲家が契約解除になった。
結局多くの問題や訴訟を経て、ヌオーヴァ・ストラディヴァリウス（Nuova Stradivarius）、ライ・トレード、ゼルボーニ音楽出版社、スコンフィナルテ（Sconfinarte）の各社がリコルディで出版した（あるいはする予定だった）作曲家を引き取ることで和解が成立していた。2018年に一旦契約解除したステーファノ・ジェルヴァゾーニを復帰させるなど、徐々に経営の再建・若手作曲家の積極的支援ほか明るいニュースが目立ってきた。現在は作曲家自らのコンピュータ出力に全作曲家が移行し、ブルーブラックのインクで刷るということはなくなった。現在は、リコルディ・ベルリン - ロンドン、カーサ・リコルディに一人づつジェネラル・マネージャーを置いている。
2019年現在のリコルディの新刊現代フルスコア表紙は歴史的作曲家を除いて全て「真紅」、ミニチュアスコア表紙は全て「水色」である。RICORDI OGGIとして行っていたCD販売は現在ストラディヴァリウスが引き受けている。

## ミニチュアスコア
バッハのブランデンブルク協奏曲を全一巻、ベートーヴェンの交響曲全集を全二巻、ベートーヴェンの弦楽四重奏曲を全一巻、ベートーヴェンのピアノ協奏曲を全一巻、モーツァルトの交響曲を全二巻、ブラームスの交響曲を全一巻、ロッシーニのオペラ序曲集を全一巻、ワーグナーの序曲と前奏曲を全一巻、レスピーギのローマ三部作を全一巻にして出すというミニチュアスコアの束ね方は他社の追従を許さないものであった。現在も表紙を変えつつ(日本からし色に劇場写真
の時代から、白表紙にえんじ色縁取りの時代を経て、現在は水色表紙のみ)販売している。ただし、レスピーギとワーグナーとバッハのミニチュア楽譜は完売した。

## ポスター美術への貢献
ジューリオ・リコルディの時代に、音楽出版に加えて、商業ポスターの制作の仕事も行い、19世紀末から20世紀の初めに、ポスター美術が人気になるのに貢献した。リコルディで働いたポスター画家には、以下のようなアーティストがいる。
- アドルフ・ホーヘンシュタイン (1854-1928)
- アレアルド・ヴィラ (1865-1906)
- レオポルド・メトリコヴィッツ (1868-1944)
- ジョヴァンニ・マタローニ (1869-1944)
- フランツ・ラスコフ（フランス語版）、1869-1918)
- アレアルド・テルツィ (1870-1943)
- レオネット・カッピエロ (1875-1942)
- マルチェッロ・ドゥドヴィック（英語版）、1878-1962)